# Cung điện Petschek

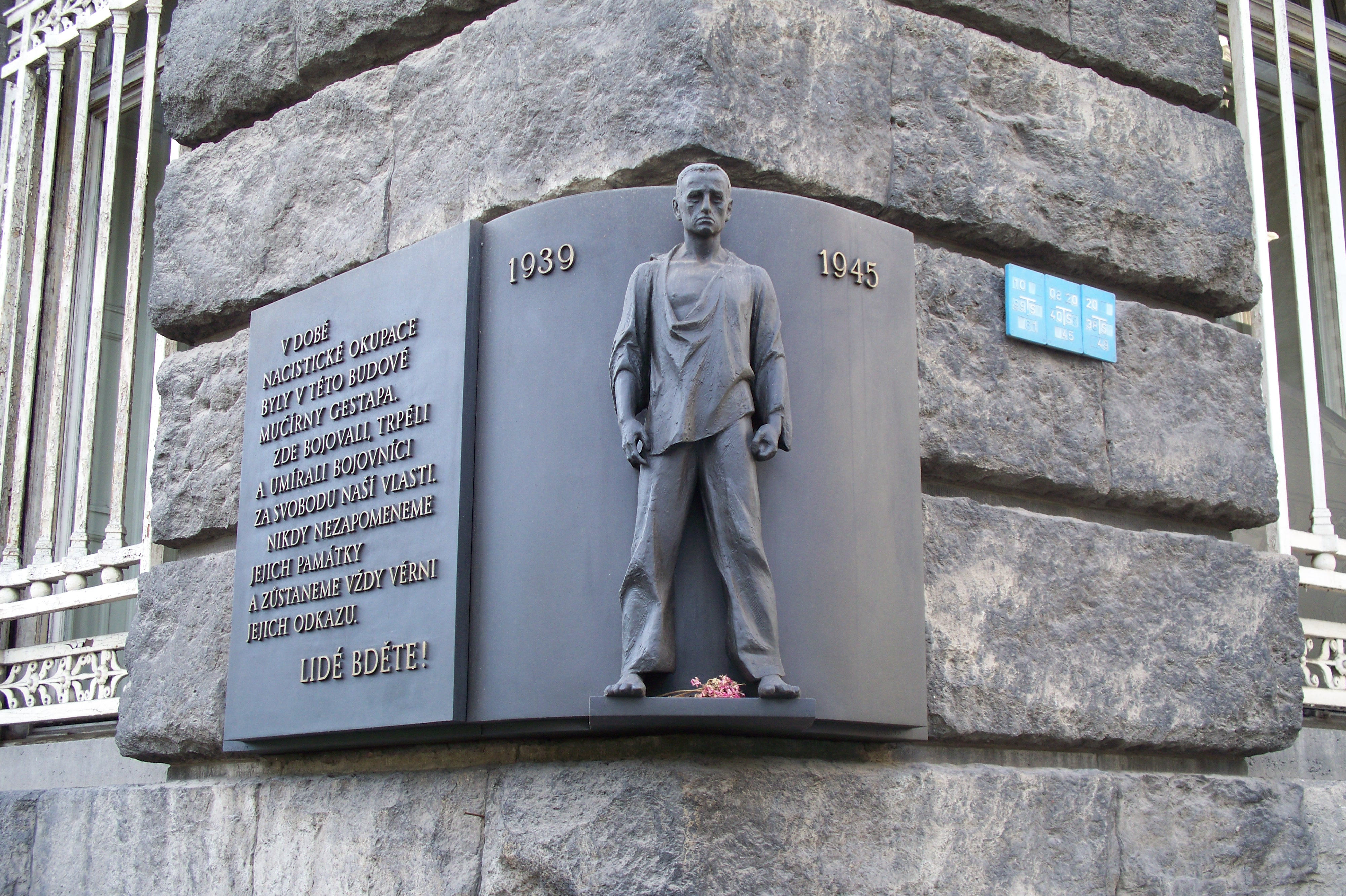
Tấm bảng kỷ niệm cuộc kháng chiến của người Séc

Cung điện Petschek (tiếng Séc: Petschkův palác hoặc Pečkárna) là một tòa nhà tân cổ điển ở Thủ đô Praha, Cộng hòa Séc. Chủ ngân hàng thương mại Julius Petschek là người xây dựng tòa nhà theo bản thiết kế của kiến trúc sư nổi tiếng Max Spielmann. Công trình này hoàn thành trong vòng 7 năm từ 1923 đến 1929. Mặc dù có vẻ ngoài cổ điển, nhưng đây lại là một tòa nhà rất hiện đại, được xây dựng hoàn toàn bằng bê tông cốt thép và trang bị máy lạnh ở tất cả các phòng. Ngoài ra các phương tiện hiện đại khác cũng được trang bị, bao gồm hệ thống vận chuyển ống khí nén, bảng tổng đài điện thoại, văn phòng in ấn, thang máy paternoster (vẫn đang hoạt động) và két sắt lớn ở tầng lầu. Trước khi Phát xít Đức chiếm đóng Tiệp Khắc, gia đình Petschek đã bán lại tòa nhà và rời khỏi đất nước.
Trong Chiến tranh Thế giới thứ Hai, cung điện Petschek trở thành trụ sở của lực lượng Cảnh sát mật Gestapo của Chính quyền Bảo hộ Bohemia và Moravia. Đây là nơi diễn ra các cuộc thẩm vấn và tra tấn dã man đối với lực lượng kháng chiến của Cộng hòa Séc, và cũng là nơi diễn ra các phiên tòa của tòa án quân sự do Reinhard Heydrich thiết lập. Kết cục của các tù nhân đều rất bi thảm: họ phải đối mặt với án tử hình hoặc bị đưa đến các trại tập trung của Đức Quốc xã. Rất nhiều người đã chết do bị giam cầm và tra tấn trong chính tòa nhà. Để tưởng nhớ tinh thần anh dũng của những người anh hùng trong chiến tranh, chính quyền thành phố quyết định xây dựng tấm bảng tưởng niệm ở bên ngoài tòa nhà.
Năm 1948, Bộ Ngoại thương Tiệp Khắc chính thức mua lại tòa nhà. Ngày nay, nơi đây trở thành trụ sở của một bộ phận của Bộ Công Thương Cộng hòa Séc. Năm 1989, cung điện chính thức trở thành Di tích Văn hóa Quốc gia (Národní kulturní památka).
Không gian bên ngoài của tòa nhà cũng xuất hiện trong bộ phim nổi tiếng Bourne Identity (sản xuất năm 2002).